# الکساندر ماوکی
الکساندر ماوکی (انگلیسی: Aleksander Małecki; ۴ سپتامبر ۱۹۰۱ – سپتامبر ۱۹۳۹) ورزشکار شمشیربازی اهل لهستان بود.
وی در مسابقات کشوری و بین‌المللی در مجموع برندهٔ ۱ مدال برنز شده‌است.